# Joe Dolan
Joe Dolan (Mullingar, 16 oktober 1939 - Dublin, 26 december 2007) was een Ierse zanger. Hij is vooral bekend van de hits Make me an island uit 1969 en Lady in blue uit 1975.

## Biografie

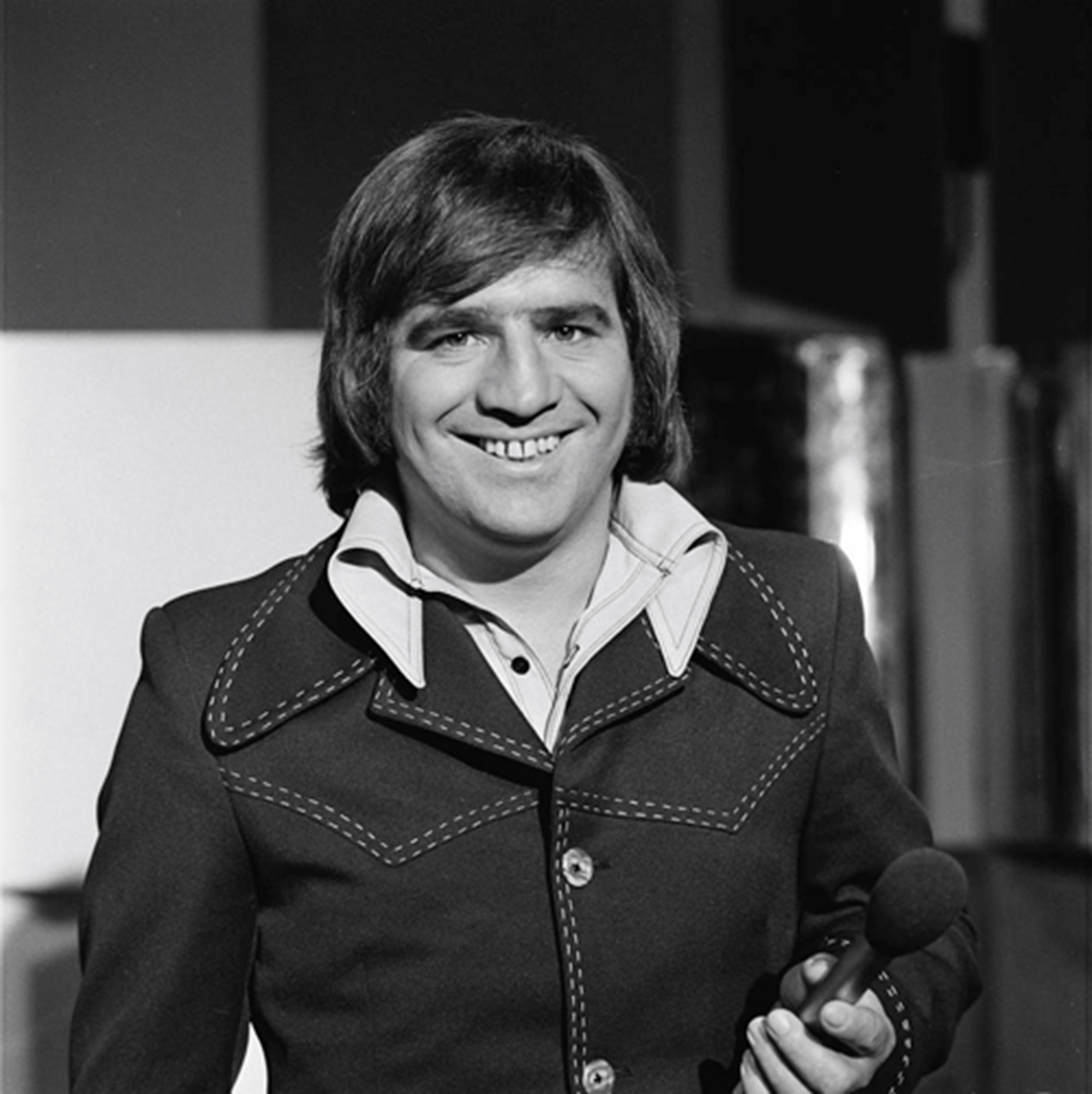
Joe Dolan (TopPop 1975)

Joe Dolan werd in 1939 geboren als jongste in een gezin met acht kinderen. Toen hij 8 jaar was, overleed zijn vader en toen hij 15 was zijn moeder. Na haar dood ging hij in de leer bij een lokale krant als letterzetter. Rond diezelfde tijd richtte hij met zijn broer Ben het bandje The Drifters Showband op, waarin Joe gitaar speelde en zong. 
In 1964 nam de groep als Joe Dolan & the Drifters zijn eerste singletje op: de Del Shannon-cover The answer to everything. Het nummer werd in Dolans eigen land direct een succes en bereikte de vierde plaats in de Ierse hitparade. Daarna volgde er een reeks grote hits voor Joe Dolan & the Drifters, met de nummer 1-hits Pretty brown eyes uit 1966 en The house with a white washed gable uit 1967 als hoogtepunten. 
In 1969 had hij voor het eerst succes buiten Ierland. Het nummer Make me an island haalde dat jaar de derde plaats in de UK Singles Chart en werd ook een hit op het Europese vasteland. Ook de opvolgers Teresa (zijn derde Ierse nummer 1-hit) en You're such a good looking woman deden het goed.
Door zijn succes ging hij op tournee door Groot-Brittannië, Europa, Israël, Zuid-Amerika en Zuid-Afrika. Zo ontmoette hij in 1973 de Italiaanse producer, componist en panfluitist Roberto Davona. De twee gingen in 1974 samenwerken met producer en componist Peter Yellowstone en opnieuw volgde er een serie hitsingles. Hiervan werd Lady in blue het grootste succes in Nederland en Vlaanderen. In de BRT Top 30 was het na Make me an island zelfs zijn tweede nummer 2-hit. In eigen land had hij een jaar later veel succes met het duet Sister Mary met de Britse zangeres Kelly Marie; hoewel dat nummer buiten Ierland vrijwel onbekend bleef, kwam het in de Nederlandse vertaling als Dokter Bernhard van Bonnie St. Claire (met Ron Brandsteder) in de top 10 van de Nederlandse Top 40 en de Nationale Hitparade.
Na I need you (inmiddels zijn vijfde Ierse nummer 1-hit) uit 1977 raakte Dolan langzaamaan weer in de vergetelheid. Dat gold niet voor zijn thuisland Ierland, waar hij ook in de jaren '80 en '90 populair bleef. Na zijn versie van Silent night uit 1979 en More and more en It's you, it's you, it's you uit 1981 werd zijn hitparadesucces daar weliswaar ook wat minder. Dat weerhield hem er niet van om nog op tournee door Zuid-Afrika, de Sovjet-Unie en Noord-Amerika te gaan. In de jaren 90 startte Dolan zijn eigen platenlabel Gable Records en bouwde hij in zijn geboorteplaats Mullingar een eigen studio.
In 1997 scoorde Dolan voor de zevende en laatste keer een nummer 1-hit in Ierland. Voor een goed doel nam hij samen met Dustin the Turkey het nummer Good looking woman, dat hij in 1970 als You're such a good looking woman had uitgebracht, opnieuw op. Dustin was een pop van een kalkoen met een jas, die net als de poppen Zig & Zag uit het Ierse televisieprogramma The Den kwam en al met enkele andere artiesten duetten had uitgebracht. Zijn laatste hit had hij in 1998 met de Blur-cover The universal. Dat nummer was afkomstig van het album Joe's 90's, waarop hij nummers coverde van bekende britpopgroepen als Oasis en Pulp. In 1999 kwam hij met een soortgelijk album, waarop hij nummers van rockgroepen als R.E.M. en The Clash onder handen nam. 
Ten slotte kwam Dolan in 2005 in het nieuws toen hij een kunstheup kreeg en zijn eigen heup, voorzien van handtekening, op eBay zette. De heup bracht uiteindelijk €680 op voor een fonds voor kinderen met autisme.
In het najaar van 2007 moest Dolan het van zijn dokter rustiger aan gaan doen, omdat hij uitputtingsverschijnselen vertoonde. Hij zegde daarom zijn geplande concerten af. Op 26 december verslechterde zijn situatie en werd hij naar het ziekenhuis in Dublin gebracht. Daar overleed hij diezelfde middag om 3 uur 's middags op 68-jarige leeftijd aan een hersenbloeding. Hij werd op 29 december in zijn woon- en geboorteplaats Mullingar begraven.

## Discografie

### Singles
| Single met eventuele hitnotering(en) in de Nederlandse Top 40 | Datum van verschijnen | Datum van binnenkomst | Hoogste positie | Aantal weken | Opmerkingen                   |
| ------------------------------------------------------------- | --------------------- | --------------------- | --------------- | ------------ | ----------------------------- |
| Make me an island                                             |                       | 19-7-1969             | 10              | 10           | #11 in de Hilversum 3 Top 30  |
| Teresa                                                        |                       | 8-11-1969             | tip             |              |                               |
| You're such a good looking woman                              |                       | 7-3-1970              | 20              | 6            | #16 in de Hilversum 3 Top 30  |
| Lady in blue                                                  |                       | 9-8-1975              | 5               | 8            | #7 in de Nationale Hitparade  |
| I need you                                                    |                       | 21-6-1977             | 21              | 6            | #29 in de Nationale Hitparade |

| Single met hitnotering(en) in de Vlaamse Ultratop 50 | Datum van verschijnen | Datum van binnenkomst | Hoogste positie | Aantal weken | Opmerkingen       |
| ---------------------------------------------------- | --------------------- | --------------------- | --------------- | ------------ | ----------------- |
| Make me an island                                    |                       | 16-8-1969             | 2               | 12           | in de Humo Top 20 |
| Teresa                                               |                       | 15-11-1969            | 6               | 8            | in de Humo Top 20 |
| You're such a good looking woman                     |                       | 28-2-1970             | 3               | 10           | in de Humo Top 20 |
| Lady in blue                                         |                       | 1975                  | 2               |              | in de BRT Top 30  |
| I need you                                           |                       | 1977                  | 20              |              | in de BRT Top 30  |